# Sociedade do Sagrado Coração
A Sociedade do Sagrado Coração é uma congregação religiosa católica, estabelecida na França pela Santa Madalena Sofia Barat em 1800.

## História
Presente em cerca de 45 países, a Sociedade do Sagrado Coração só permite mulheres como membros, focadas na educação de garotas. Elas utilizam o sufixo "RSCJ", que significa Religieuses du Sacré Cœur de Jésus ou Religiosa Sanctissimi Cordis Jesu (Religiosa do Sagrado Coração de Jesus, em português).
A Santa Rosa Filipa Duchesne levou a ordem aos Estados Unidos.